# Prvenstvo Anglije 1895
Prvenstvo Anglije 1895 v tenisu.

## Moški posamično
Wilfred Baddeley :  Wilberforce Eaves, 4-6 2-6 8-6 6-2 6-3

## Ženske posamično
Charlotte Cooper :  Helen Jackson, 7-5, 8-6

## Moške dvojice
Wilfred Baddeley /  Herbert Baddeley :  Ernest Lewis /  Wilberforce Eaves, 8–6, 5–7, 6–4, 6–3